# Psittacella
Psittacella là một chi chim trong họ Psittacidae.